# Haloquadratum walsbyi
Haloquadratum walsbyi es una especie de microorganismo del grupo de las arqueas descubierto en una poza de salmuera en la Península del Sinaí en Egipto. Se destaca por la forma de sus células, de caja plana.

## Otras lecturas
- Lobasso, Simona; Lopalco, Patrizia; Vitale, Rita; Saponetti, Matilde Sublimi; Capitanio, Giuseppe; Mangini, Vincenzo; Milano, Francesco; Trotta, Massimo et al. (9 de febrero de 2012). «The Light-Activated Proton Pump Bop I of The Archaeon Haloquadratum walsbyi». Photochemistry and Photobiology 88 (3): 690-700. PMID 22248212. doi:10.1111/j.1751-1097.2012.01089.x.

- Datos: Q3782773
- Multimedia: Haloquadratum walsbyi / Q3782773
- Especies: Haloquadratum walsbyi